# Îlet à Fajou
L'îlet à Fajou (ou îlet de Fajou, ou encore îlet Fajou) est une petite île inhabitée dans le Grand Cul-de-sac marin, en Guadeloupe. Elle est presque entièrement couverte de mangrove et n'émerge que de quelques mètres.

## Géographie
Avec une superficie de 115 hectares environ, l'îlet à Fajou est la plus grande des îles du Grand Cul-de-sac marin. Il est situé à environ 6 km au nord de l'embouchure de la rivière Salée et à environ 6 km à l'ouest de l'anse de Vieux-Bourg. Il émerge d'une zone de hauts-fonds délimitée au nord par la barre de récifs coralliens. Administrativement, l'îlet appartient à la commune de Morne-à-l'eau.

## Histoire
Au milieu du XIXe siècle, l’îlet Fajou est habité, et possède un four à chaux. En 1836, Martin Lestour y dépose des bovins et fait fabriquer de l’engrais avec des "pisquettes" jusqu’en 1869. L’îlet racheté par le capitaine au long cours Pierre Vigneau, est revendu en 1881.

## Écologie
L'îlet à Fajou fait partie de la Réserve naturelle du Grand Cul-de-sac marin, qui appartient au Parc national de la Guadeloupe. Une zone de 1 415 hectares de mer territoriale environnante est également protégée. L'îlet est entouré de sable blanc et d'herbes à tortue.
La plus grande partie de l'île (104 hectares) est constituée de sols tourbeux ou argileux, où règne une végétation de mangrove. Le nord et le sud-ouest de l'île sont composés de sols sableux, abritant une végétation xérophile.

### Faune
L'île est fréquentée par des tortues marines (tortue imbriquée), qui viennent s'y reproduire. Cependant, la présence d'espèces de mammifères allochtones, comme la mangouste, le rat et la souris, constitue une menace importante pour les nids de tortues. Une tentative d'éradication, menée en 2001-2003, a permis d'éliminer une grande partie de ces espèces invasives. L'éradication des mammifères allochtones a aussi permis le retour du râle gris.
Les plages de l'île sont riches en crabes, notamment le crabe de terre, le crabe blanc (en), le crabe cé-ma-faute, le crabe des palétuviers et le crabe cirrique.

## Patrimoine
L'îlet abrita plusieurs fabriques successives d'engrais et de chaux et plus de 300 têtes de bétail. Subsiste aujourd'hui, l'un des derniers vestiges de four à chaux de Guadeloupe. Le four est localisé au nord de l'île, à quelques mètres de la barrière de corail. Le corail (ainsi que certains coquillages) servait à fabriquer la chaux dans les Antilles. Le bâtiment est partiellement ruiné.

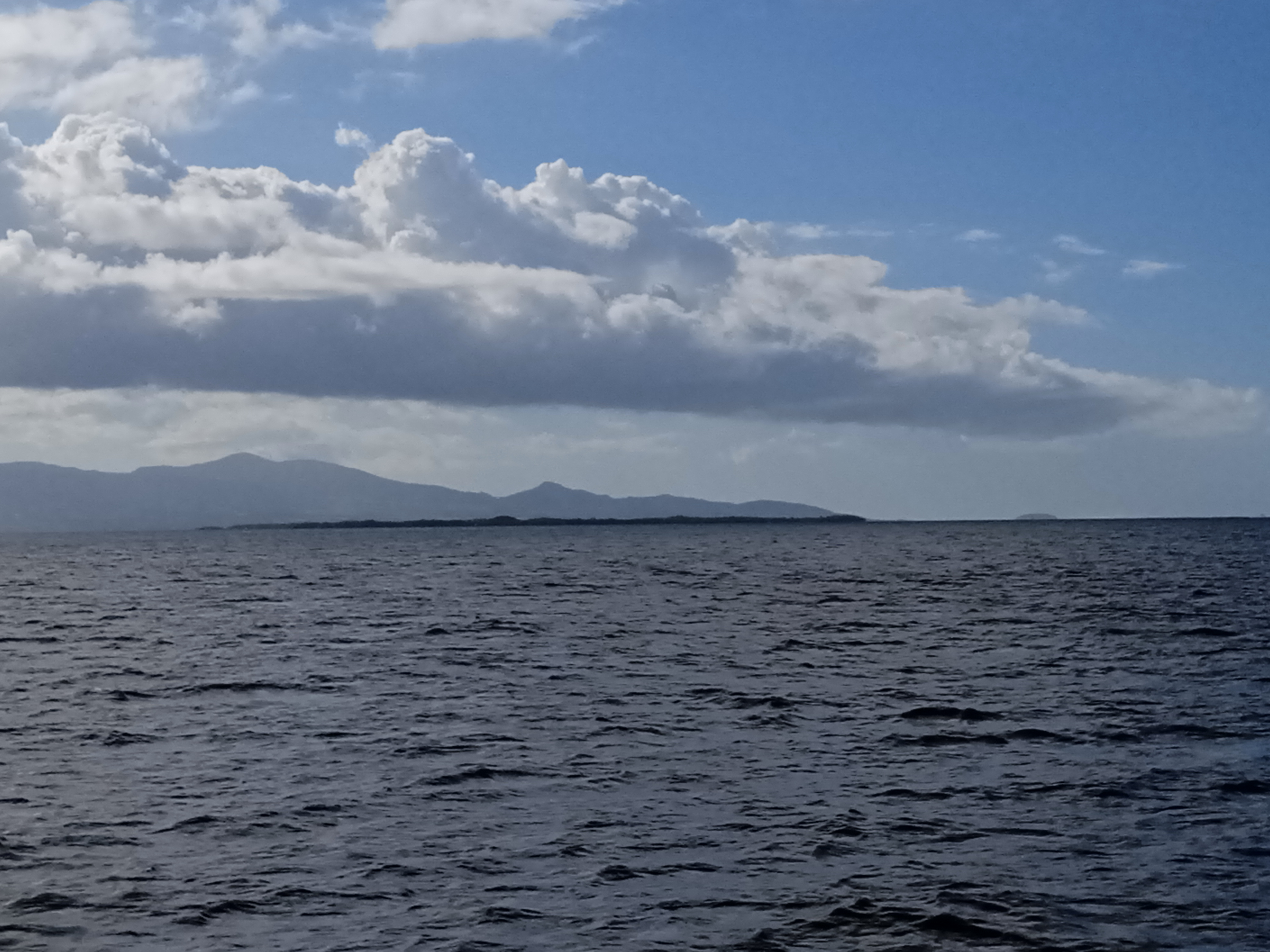
L'îlet à Fajou vu en mer par Port-Louis